# Xylocopa caspari
Xylocopa caspari är en biart som beskrevs av Van der Vecht 1953. Xylocopa caspari ingår i släktet snickarbin, och familjen långtungebin. Inga underarter finns listade i Catalogue of Life.